# Lokarna (Klövsjö socken, Jämtland, 693214-141796)
Lokarna är en sjö i Bergs kommun i Jämtland och ingår i Ljungans huvudavrinningsområde.